# Schatzfund von Fuchsenhof
Der Schatzfund von Fuchsenhof ist ein Fund von Silbermünzen und Silberobjekten aus der Zeit um 1270, entdeckt in der Nähe von Freistadt im oberösterreichischen Mühlviertel. Der Schatz befindet sich im Eigentum der Oberösterreichischen Landesmuseen und ist nunmehr im Schlossmuseum Linz ausgestellt.

## Der Fund
Im Spätherbst 1997 wurde in der Nähe des schlossähnlichen Gehöfts Fuchsenhof (Gemeinde Freistadt) beim Umpflügen eines Feldes und durch die Suche von Siegfried Bauer mit einem Metalldetektor ein sehr bedeutender Silberschatz gefunden. Dieser Schatz wurde um 1270 dort vergraben und besteht aus Münzen sowie Silberobjekten und Schmuckstücken. Es wird vermutet, dass ein Goldschmied oder Geldhändler sein Eigentum im Zuge der Kriegswirren zwischen Ottokar II. Přemysl von Böhmen und Rudolf von Habsburg hier vergraben hatte. 
Der Fund gewährt einen Einblick in die Herstellungsmethoden und Deponierungsgewohnheiten des Hochmittelalters.

### Die Münzen
Der numismatische Anteil des Schatzes besteht aus neun antiken und 6732 mittelalterlichen Silbermünzen, 461 Abschnitten von Münzen sowie 130 Münzpäckchen. In Summe ergibt dies ein gemünztes Silber im Gesamtgewicht von 6015,64 Gramm. 
Die meisten Münzen stammen aus dem dritten Viertel des 13. Jahrhunderts. Die Münzen lassen sich in zwei große Gruppen einteilen, nämlich Wiener Pfennige und böhmische Brakteaten.

### Der Schmuck
Der Schmuck-Anteil gehört mit 366 Schmuckstücken zu den größten Schmuckfunden aus dem hohen und späten Mittelalter. Der Schmuck wird im Wesentlichen durch zwei Schmuckarten bestimmt: den Fingerring und die Spange. Es wurden auch Trachtbestandteile sowie Rohmaterialien zur Schmuckherstellung wie Silberdrähte, Halbedelsteine und Goldfolie gefunden. Die Schmuckstücke wurden reichhaltig dekoriert und lassen so auf den Verwendungszweck schließen: Liebesgaben, Siegelringe oder Talismane.
Der überwiegende Anteil der Schmuckstücke stammt aus der Mitte bis zweiten Hälfte des 13. Jahrhunderts. Einige Exemplare aus der Zeit um 1200 und der ersten Hälfte des 13. Jahrhunderts sowie einige prähistorische Funde waren ebenfalls enthalten.

## Veröffentlichung
Unter Verschwiegenheitsverpflichtung des Finders und dessen Angehörigen (ausgenommen Joachim Bauer) sowie des Grundstücksbesitzers wurde der Fund erst 2004 nach wissenschaftlicher Untersuchung veröffentlicht und ist heute im Schlossmuseum Linz ausgestellt.